# 르노 매그넘
르노 매그넘(영어: Renault Magnum)은 프랑스의 르노 트럭 사가 생산하는 대형 트럭이다. 1990년부터 2013년까지 생산된 트럭으로 르노 트럭 T가 출시되면서 단종되었다.

## 소개
1990년에 최초로 출시된 차량으로 1991년에 인터내셔널 트럭 오브 더 이어에 수상했다. 2013년 6월에 마지막으로 생산이 되었고 이 차량의 후속으로 르노 트럭 T가 있다.

## 사진

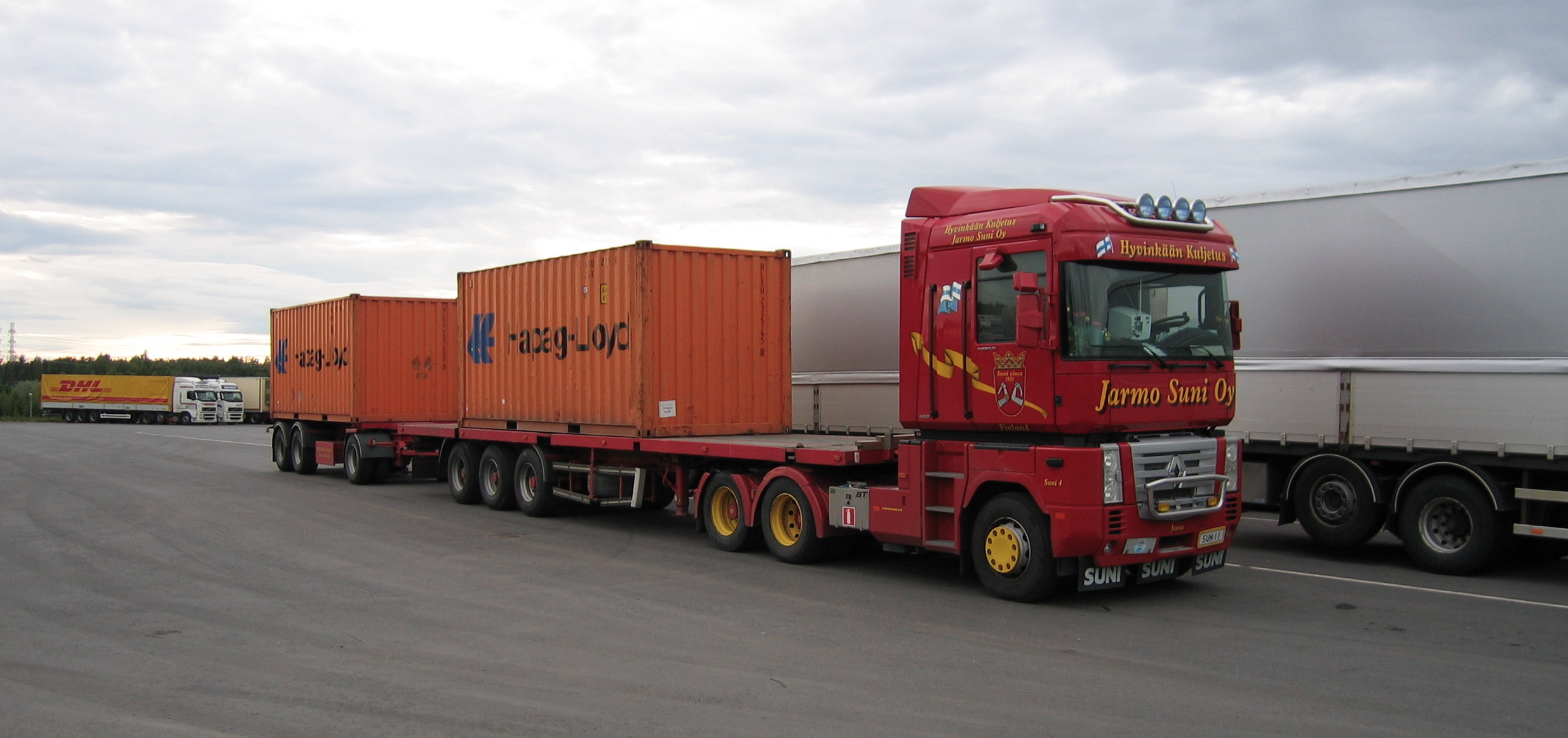
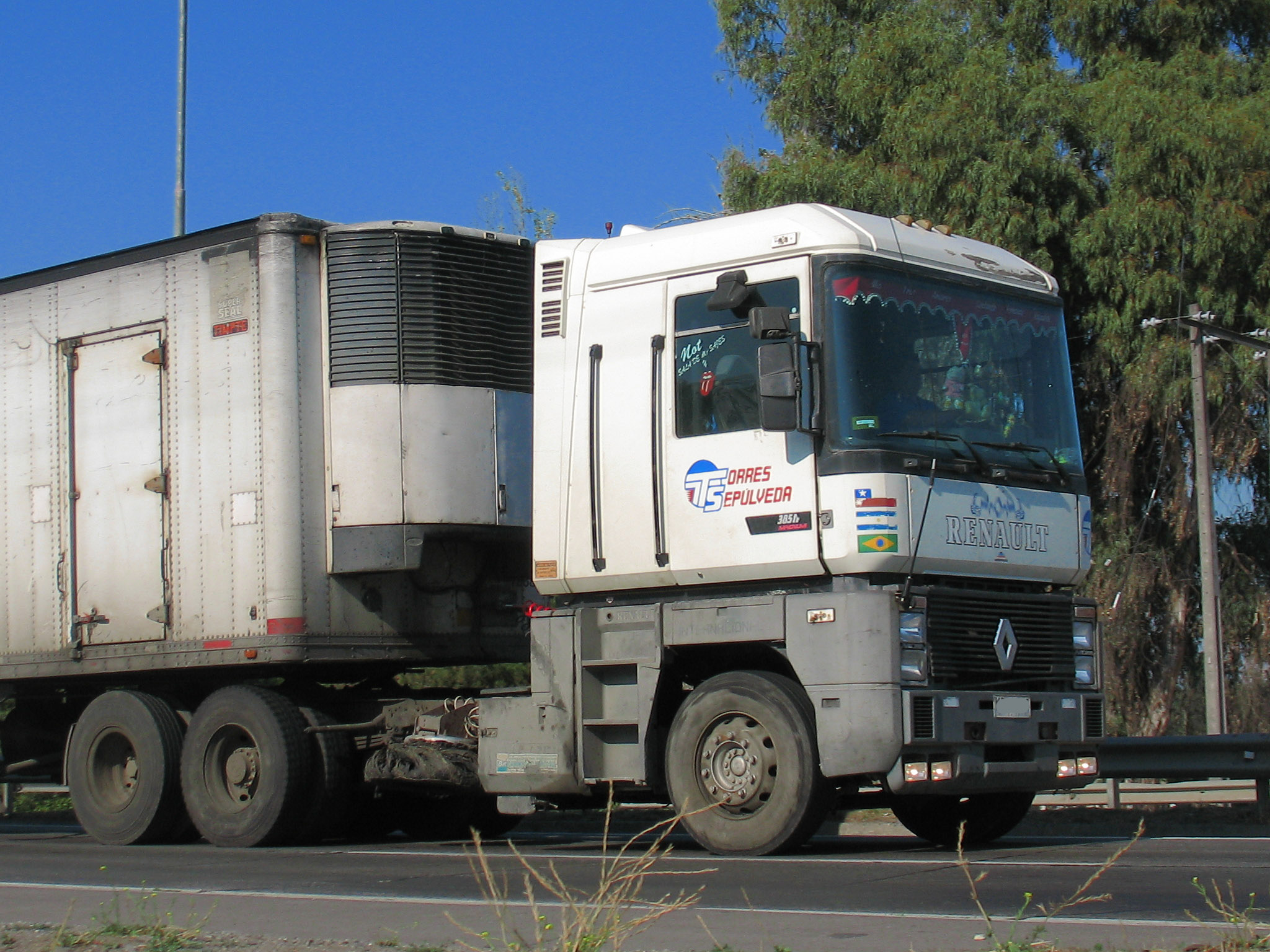
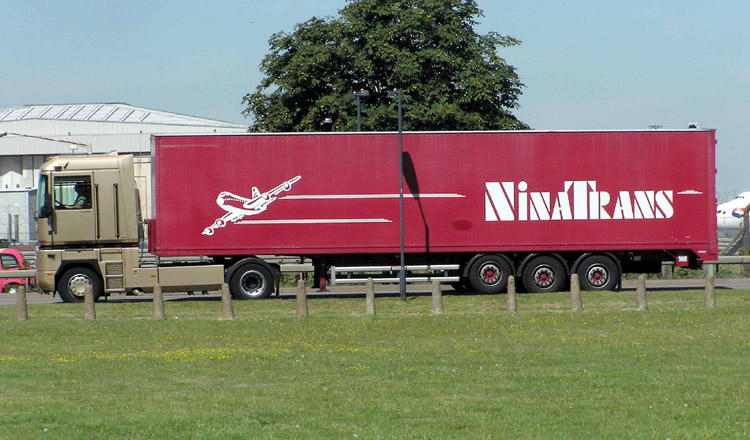
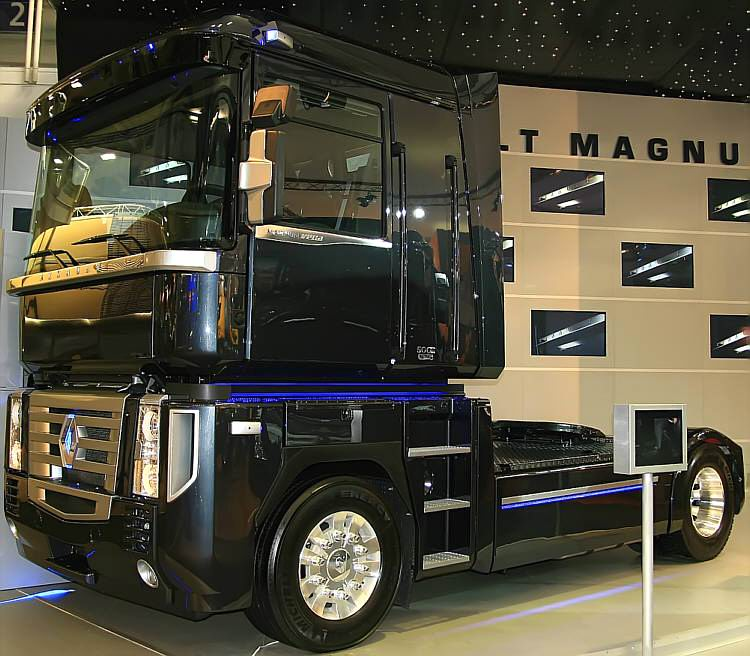
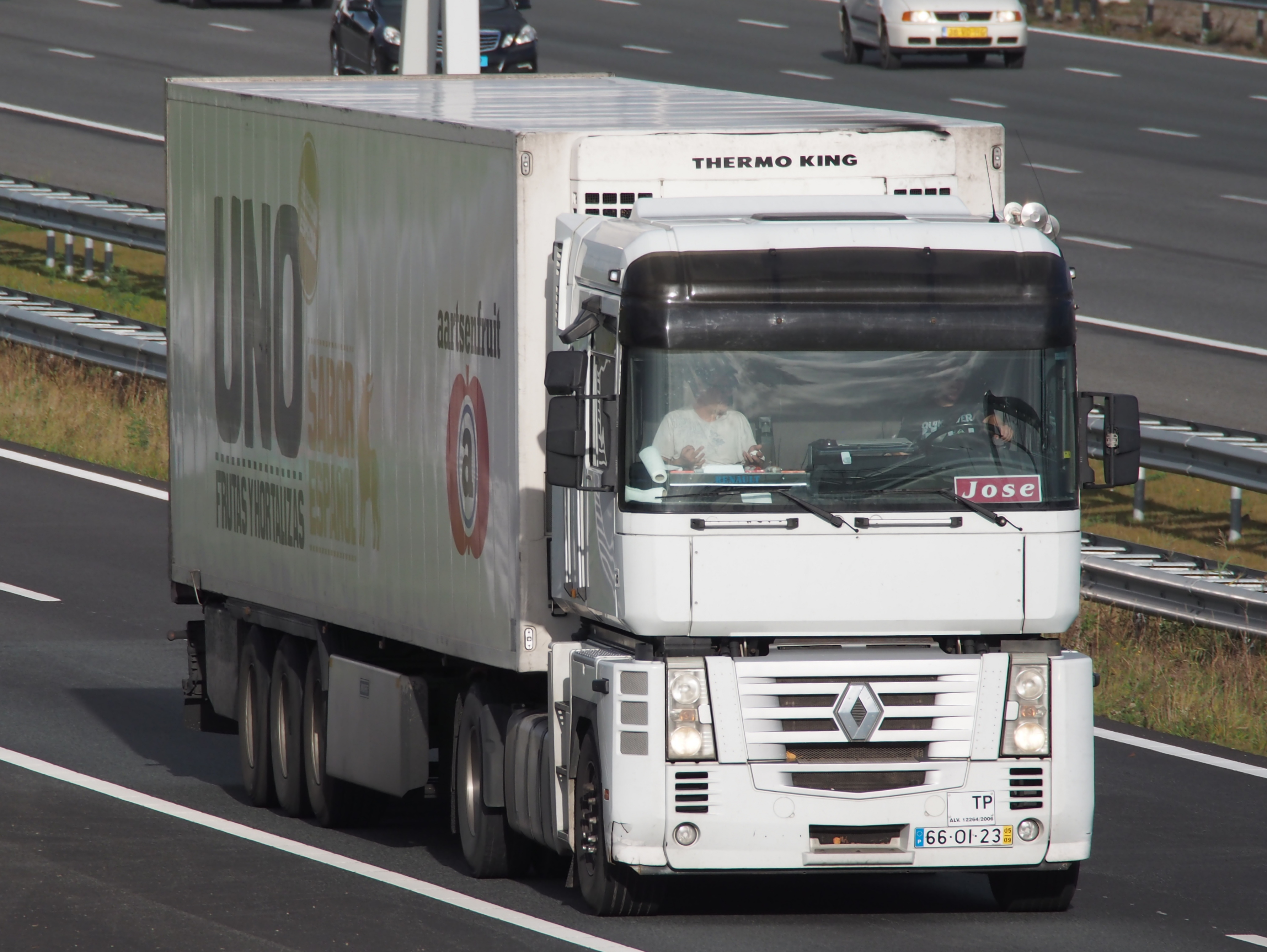

## 라인업
- 4x2
- 6x2
- 6x4

## 제원

### 엔진
| 출력            | 토크                    | 최대 토크     |
| --------------- | ----------------------- | ------------- |
| 440 hp (328 kW) | 2,040 N·m (1,505 lb·ft) | 1050-1450 rpm |
| 480 hp (358 kW) | 2,240 N·m (1,652 lb·ft) | 1050-1450 rpm |
| 500 hp (373 kW) | 2,240 N·m (1,652 lb·ft) | 1050-1450 rpm |

### 변속기
- ZF 16단 자동 변속기
- 12단 수동 변속기

## 같이 보기
- 르노트럭
- 맥 매그넘